# 1941 en science-fiction
| Années de la science-fiction : 1938 - 1939 - 1940 - 1941 - 1942 - 1943 - 1944    |
| Décennies de la science-fiction : 1910 - 1920 - 1930 - 1940 - 1950 - 1960 - 1970 |

L'année 1941 a été marquée, en matière de science-fiction, par les événements suivants.

## Naissances et décès

### Naissances
- 22 janvier : Jaan Kaplinski, écrivain estonien, mort en 2021.
- 1er mars : Martin H. Greenberg, éditeur et écrivain américain, mort en 2011.

### Décès
- 13 mai : Renée Gouraud d'Ablancourt (1853 -1941) autrice française de romans sentimentaux, historiques et de science-fiction, connue pour son personnage et roman éponyme L'Oiselle.

## Événements

### Prix Hugo
Les prix ont été décernés rétroactivement en 2016.
- Roman : À la poursuite des Slans (Slan) par A. E. van Vogt
- Roman court : Si ça arrivait (If This Goes On…) par Robert A. Heinlein
- Nouvelle longue : Les routes doivent rouler (The Roads Must Roll) par Robert A. Heinlein
- Nouvelle courte : Robbie (Robbie) par Isaac Asimov
- Histoire graphique Batman #1, créé par Bob Kane et Bill Finger
- Présentation dramatique (format long) : Fantasia des studios Disney
- Présentation dramatique (format court) : Pinocchio des studios Disney
- Éditeur (format court) : John W. Campbell
- Éditeur (format long) : prix non décerné
- Artiste professionnel : Virgil Finlay
- Magazine amateur : Futuria Fantasia (en), édité par Ray Bradbury
- Écrivain amateur : Ray Bradbury

## Parutions littéraires

### Romans
Par ordre alphabétique des noms des auteurs.
- Edmond Hamilton
  - La Course aux étoiles.

- Robert A. Heinlein
  - Sixième Colonne.
  - Les Enfants de Mathusalem.

- E. E. Smith
  - Le Surfulgur.

### Nouvelles
Par ordre alphabétique des noms des auteurs.
- Isaac Asimov
  - Chrono-minets.
  - Quand les ténèbres viendront.

- Robert A. Heinlein
  - Les Autres.
  - Un self made man.
  - La Maison biscornue.
  - Solution non satisfaisante.